# جونینیو پترولینا
جونینیو پترولینا (به پرتغالی: Hamilton Timbira Dias dos Santos Júnior) هافبک اهل برزیل است که در شهر Juazeiro و در تاریخ ۱۴ دسامبر ۱۹۷۴ به دنیا آمده‌است.
جونینیو پترولینا در تیم‌های فوتبال Sport سابقهٔ حضور دارد.